# Van der Linden
Van der Linden is een van oorsprong Nederlandse achternaam.

## Aantallen naamdragers

### Nederland
In Nederland kwam de naam in 2007 20.221 keer voor. Daarmee was het de 26e meest voorkomende achternaam.

### België
In België kwamen de spellingswijzen van der Linden, Van der Linden en Van Der Linden samen 2.360 keer voor. Echter waren er nog meer spellingswijzen te vinden:
| Spelling       | Naamdragers 2008 |
| -------------- | ---------------- |
| Vanderlinden   | 2.677            |
| Van der Linden | 1.723            |
| Vander Linden  | 507              |
| Vander linden  | 5                |
| Van Der Linden | 329              |
| van der Linden | 308              |
| Van Derlinden  | 12               |
| Van der linden | 8                |
| VanderLinden   | 1                |
| Verlinden      | 5727             |

## Bekende naamdragers

### België
- Barbara Vanderlinden, ook Barbara Van der Linden (kunsthistoricus, curator)
- Edmond van der Linden d'Hooghvorst, edelman en politicus
- Emmanuel van der Linden d'Hooghvorst, politicus in het Verenigd Koninkrijk der Nederlanden en in het latere België
- Frank Vander linden, zanger (popgroep De Mens)
- Frans Van der Linden, militair
- Gérard van der Linden, beeldhouwer
- Gijs Van der Linden, tenor
- Gustaaf Van der Linden, politicus
- Herman Van der Linden, kunstschilder
- Joseph Van der Linden, lid van het Voorlopig Bewind tijdens de Belgische Revolutie
- Joseph van der Linden d'Hooghvorst, politicus in het Verenigd Koninkrijk der Nederlanden en in het latere België
- Julien Van Der Linden, politicus
- Klaas Van der Linden, kunstschilder
- Ludo Van Der Linden, wielrenner
- Marc Van Der Linden, oud-voetballer (onder andere RSC Anderlecht)
- Marc Van der Linden, politicus
- Mike Van der Linden, voetballer
- Pauline van der Linden d'Hooghvorst, edelvrouw
- Pedro Vander Linden, arts en generaal
- Pièrre Léonard Vander Linden, entomoloog

### Nederland
- Ab van der Linden, acteur
- Antoine van der Linden, voetballer (CS Marítimo Funchal)
- Arie van der Linden, voetballer
- Arjen van der Linden, docent, dichter, kunstschilder, theatermaker en tekstschrijver
- Bert van der Linden, acteur
- Cees van der Linden, voetballer en fysiotherapeut
- Charles Huguenot van der Linden, filmregisseur
- Chris van der Linden, neuroloog
- Cor van der Linden, acteur
- Cornelis van der Linden, dirigent en componist
- Corry van der Linden, hoorspelactrice
- Dick van der Linden, beeldhouwer
- Dolf van der Linden, dirigent en componist
- Don van der Linden, wielrenner
- Dorus van der Linden, decorontwerper
- Eric van der Linden, triatleet
- Felix van der Linden, beeldhouwer en medailleur
- Floris van der Linden, hockeyer
- Floris van der Linden, voetballer
- Fons van der Linden, grafisch ontwerper
- Frénk van der Linden, publicist, interviewer
- Gerard van der Linden, roeier
- Gerry van der Linden, dichteres en schrijfster
- Gertjan van der Linden, basketballer
- Gijsbertus Martinus van der Linden, liberaal politicus
- Henk van der Linden, filmregisseur
- Henk van der Linden, oud-voetballer
- Hiske van der Linden, actrice
- Jac. van der Linden, politicus
- Jan van der Linden, architect
- Joep van der Linden, voetballer
- John van der Linden, voetballer
- Jop van der Linden, voetballer
- Kees van der Linden, politicus
- Lennart van der Linden, politicus
- Maarten van der Linden, roeier
- Marc van der Linden, koningshuiskenner en hoofdredacteur
- Marc van der Linden, politicus
- Marcel van der Linden, historicus
- Margriet van der Linden, journaliste, presentatrice en feminist
- Mariecke van der Linden, kunstenares en componiste
- Maritzka van der Linden, zwemster
- Nelly van der Linden van Snelrewaard-Boudewijns, muzieklerares en componiste
- Peter van der Linden, acteur en verhalenverteller
- Pierre van der Linden, drummer (Focus)
- Pieter Cort van der Linden, politicus (onder andere minister-president), advocaat en rechtsgeleerde
- Pieter Willem Jacob Henri Cort van der Linden, politicus
- René van der Linden, politicus (CDA)
- Richard van der Linden, krachtsporter en bodybuilder
- Rick van der Linden, componist en toetsenist
- Robert van der Linden, componist en pianist
- Rudolph Cort van der Linden, componist
- Stef van der Linden, poppenspeler, zanger en decorontwerper
- Teunis van der Linden, scheikundige
- Tonny van der Linden, oud-voetballer (DOS)
- Vincent van der Linden, schrijver
- Vita van der Linden, voetbalster
- Willem van der Linden, dirigent
- Wim van der Linden (1941-2001), cineast, televisiemaker en fotograaf